# Jean-François Maurige
Jean-François Maurige né le 15 mars 1954 à Yssingeaux, est un peintre français qui vit et travaille à Paris. Sa réputation est liée à la réalisation de peintures abstraites avec des procédures de création systématisées et le plus souvent avec la couleur rouge.

## Biographie
Il est étudiant à Saint-Etienne. Grâce à l'appui de Bernard Ceysson, conservateur du Musée d'Art et d'Industrie de Saint-Étienne, il crée et anime une galerie associative à Saint-Etienne pendant 2 ans. Il est alors influencé par Martin Barré.
Il applique une méthode très précise pour créer ses oeuvres, qui évolue toutefois dans le temps. Son souci des contraintes du protocole est inspiré des méthodes de Niele Toroni au sein du groupe BMPT, ainsi que de Claude Viallat,,. 
Vers 1981, il consacre ses oeuvres au numérique. Il a ensuite une phase d'oeuvres monochromes roses avec traces noires. À partir de 1983, il utilise des toiles de lin rouge qu'il enduit de blanc. Par la suite, il utilise aussi des toiles noires qu'il peut enduire de rose et de blanc. Il crée des lithographies imprimées recto-verso. Il crée aussi des céramiques.

## Description des oeuvres

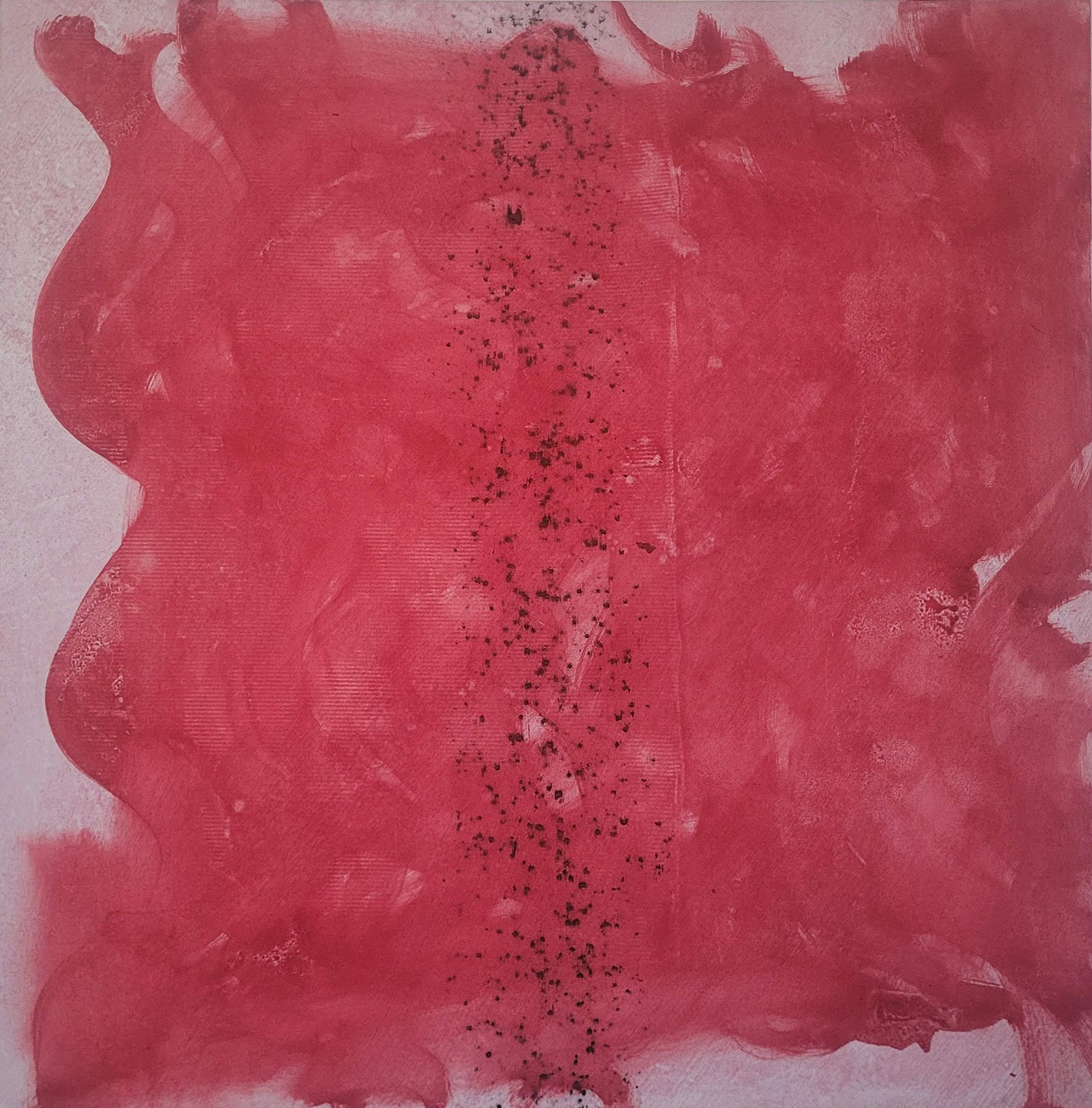
Tableau de Jean-François Maurige

- Jean-François Maurige, Christophe Domino et Frédéric Paul, Jean-François Maurige, Le 19, Montbéliard, 2003, 96 p. (ISBN 2-910026-72-8, présentation en ligne).
- Patrick Javault, Jean-François Maurige : Tableaux 1982-1984, tableaux 2007-2010, Liénart, 2011, 150 p. (ISBN 9782359060591, présentation en ligne).
- Michael Woolworth, Jean-François Maurige : Éditions 1991-2019, Les presses du réel, 2020, 212 p. (ISBN 978-2-91712008-8, présentation en ligne).